# NGC 261
NGC 261 es una nebulosa difusa ubicada en la Pequeña Nube de Magallanes, en la constelación de Tucana, el tucán. También se encuentra en el sur del ecuador celeste, por lo que es mayormente visible desde el hemisferio sur. Fue descubierto por el astrónomo James Dunlop en septiembre de 1826 utilizando un telescopio reflector de apertura de 9 pulgadas.
Es una nebulosa tenue, observable sólo con telescopios de mediana y gran apertura.